# Jacinto Bosch Vilá
Jacinto Bosch Vilá, né le 14 avril 1922 à Figueras (Catalogne, Espagne) et mort le 18 novembre 1985 à Grenade (Andalousie, Espagne), est un arabisant et un historien espagnol.

## Biographie
Né à Figueras, dans le nord-est de la Catalogne le 14 avril 1922, Bosch Vilá étudie la philosophie et les lettres à l'université de Barcelone. Il est affilié à l'université de Saragosse durant la première partie de sa carrière académique, avant de devenir le premier titulaire de la chaire d'histoire de l'islam de l'université de Grenade, qui deviendra par la suite le premier département universitaire espagnol consacré à l'histoire de l'islam.
Jacinto Bosch Vilá meurt le 18 novembre 1985 à Grenade, dans le sud de l'Espagne.

## Publications

### Livres
- (es) Los almorávides, Editorial Universidad de Granada, 1998, 362 p. (ISBN 978-84-338-2451-6 et 84-338-2451-1)
- (es) La Sevilla islámica : 712-1248, Séville, Secrétariat des publications de l'université de Séville, 1984, 416 p. (ISBN 978-84-7405-294-7 et 84-7405-294-7)
- (es) La revolución islámica iraní en el renacimiento universal del Islam, université de Grenade, 1981 (ISBN 84-86029-00-7)

### Collaborations
- (es) Jacinto Bosch Vilá, coordonné par Francisco Morales Padrón, La Sevilla Islámica, 1992 (ISBN 84-7405-818-X), pp. 93–160
- (es) Jacinto Bosch Vilá, « Una nueva fuente para la historia de al-Andalus: el Kitab Iqtibas al-anwar de Abu Muhammad al-Rusati », Actas del XII Congreso de la U.E.A.I. (Málaga, 1984),‎ 1986 (ISBN 84-398-7260-7), pp. 83–94.
- (es) Jacinto Bosch Vilá, « Historiadores de Al-Andalus y de Al-Magrib: visión de la historia », Estudios en homenaje a Don Claudio Sánchez Albornoz en sus 90 años, vol. 2,‎ 1983, pp. 365–377
- (es) Jacinto Bosch Vilá, « El siglo XI en Al-Andalus: Aspectos políticos y sociales. Estado de la cuestión y perspectivas », Actas de las Jornadas de Cultura Árabe e Islámica : (1978),‎ 1981 (ISBN 84-7472-029-X), pp. 183–196
- (es) « Albarracín musulmán. El reino de Taifas de los Beni Razín, hasta la constitución del señorío cristiano », 1959, in: Martín Almagro, Historia de Albarracín y su sierra, t. II, Parte Primera, Teruel, IET

### Traduction
- (es) Abu Muhammad Ibn Al-Jarrat al Isbili al- Rusati, Al-Andalus en el "kitab Iqtibas Al-anwar" y en el "Ijtisar Iqtibas Al-Anwar", Consejo Superior de Investigaciones Científicas, 1990, 295 p. (ISBN 978-84-00-07102-8 et 84-00-07102-6, lire en ligne) (traduit avec Molina López, Emilio)

### Articles
- (es) Jacinto Bosch Vilá, « Notas de toponimia para la historia de Guadalest y su valle », Sharq Al-Andalus: Estudios mudejares y moriscos, no 3,‎ 1986 (ISSN 0213-3482), pp. 201–230.
- (es) Jacinto Bosch Vilá, « El Kitab iqtibas al-anwar de Abu Muhammad al-Rusati: Análisis de la obra de las noticias sobre al-Anadlus », Revista del Instituto Egipcio de Estudios Islámicos, no 23,‎ 1985–1986 (ISSN 1132-3485) pp. 7–13.
- (es) Jacinto Bosch Vilá, « Esplendor y decadencia: la trayectoria política », Historia 16, no 89,‎ 1983 (ISSN 0210-6353) pp. 32–39.
- (es) Jacinto Bosch Vilá, « Los imperios del desierto », Historia 16, no 72,‎ 1982 (ISSN 0210-6353) pp. 72–79.
- (es) Jacinto Bosch Vilá, « Los documentos árabes del archivo Catedral de Huesca », Revista del Instituto Egipcio de Estudios Islámicos, nos 5, 1–2,‎ 1957 (ISSN 1132-3485) pp. 1–48
- (es) Jacinto Bosch Vilá, « Dos nuevos manuscritos y papeles sueltos de moriscos aragoneses », Al-Andalus : revista de las Escutelas de Estudios Árabes de Madrid y Granada, vol. 22, no 2,‎ 1957 (ISSN 0304-4335) pp. 463–470
- (es) Jacinto Bosch Vilá, « Problema de los "dinares qanasires" », Al-Andalus : revista de las Escuelas de Estudios Árabes de Madrid y Granada, vol. 19, no 1,‎ 1954 (ISSN 0304-4335), pp. 143–148
- (es) « El reino de taifas de Zaragoza: Algunos aspectos de la cultura árabe en el valle del Ebro », Separata de Cuadernos de Historia Jerónimo Zurita, Saragosse,‎ 1960 (lire en ligne)